# Estação Soshigaya-Okura

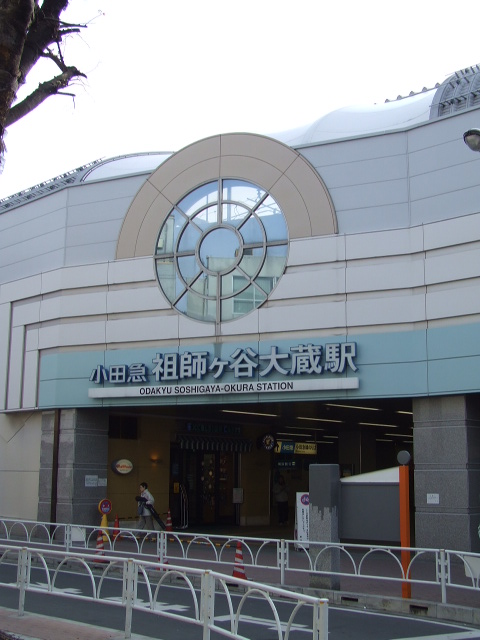
Entrada da Estação Soshigaya-Okura

Estação Soshigaya-Okura (祖師ヶ谷大蔵駅, Soshigaya Okura eki) é uma estação ferroviária da Linha Odakyu Odawara da Ferrovia Odakyu Electric Railway, localizada no bairro de Soshigaya, na ala especial de Setagaya, Tóquio, Japão.

## História
A estação foi inaugurada no dia 1º de abril de 1927, sendo atendida pela Linha Odakyu Odawara, operada pela Odakyu Electric Railway Co. Ltd., localizada a 10.6 km a oeste de Shinjuku, na ala especial de Setagaya, em Tóquio. No entorno da estação, está o bairro residencial de Soshigaya, cuja região é conhecida pela "Ultraman Shopping Street" que se estende ao norte da estação. A sede da Tsuburaya Productions - o estúdio que produziu o Ultraman - ficava nas proximidades da estação.

## Galeria de imagens

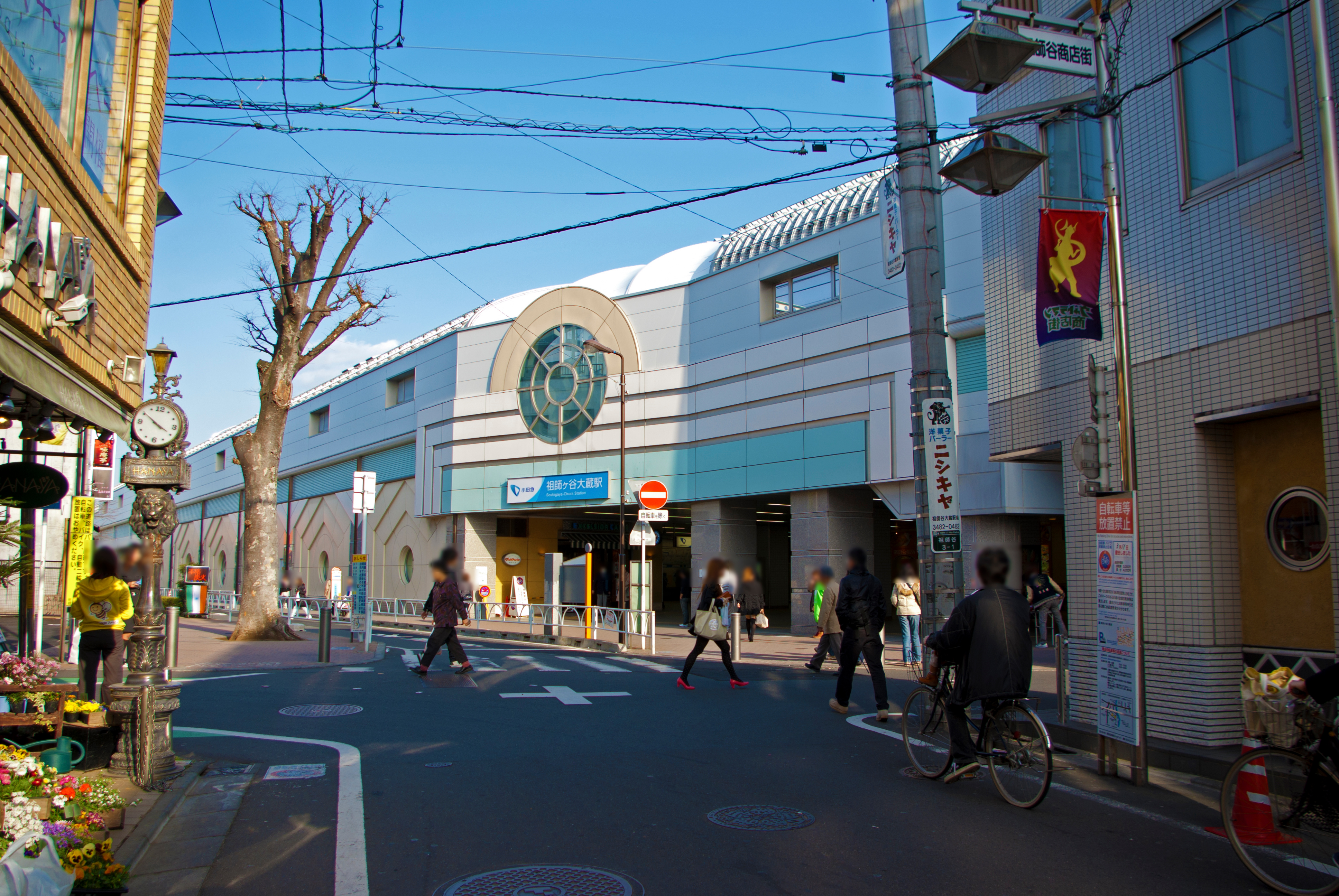
Estação Soshigaya-Okura em 2010
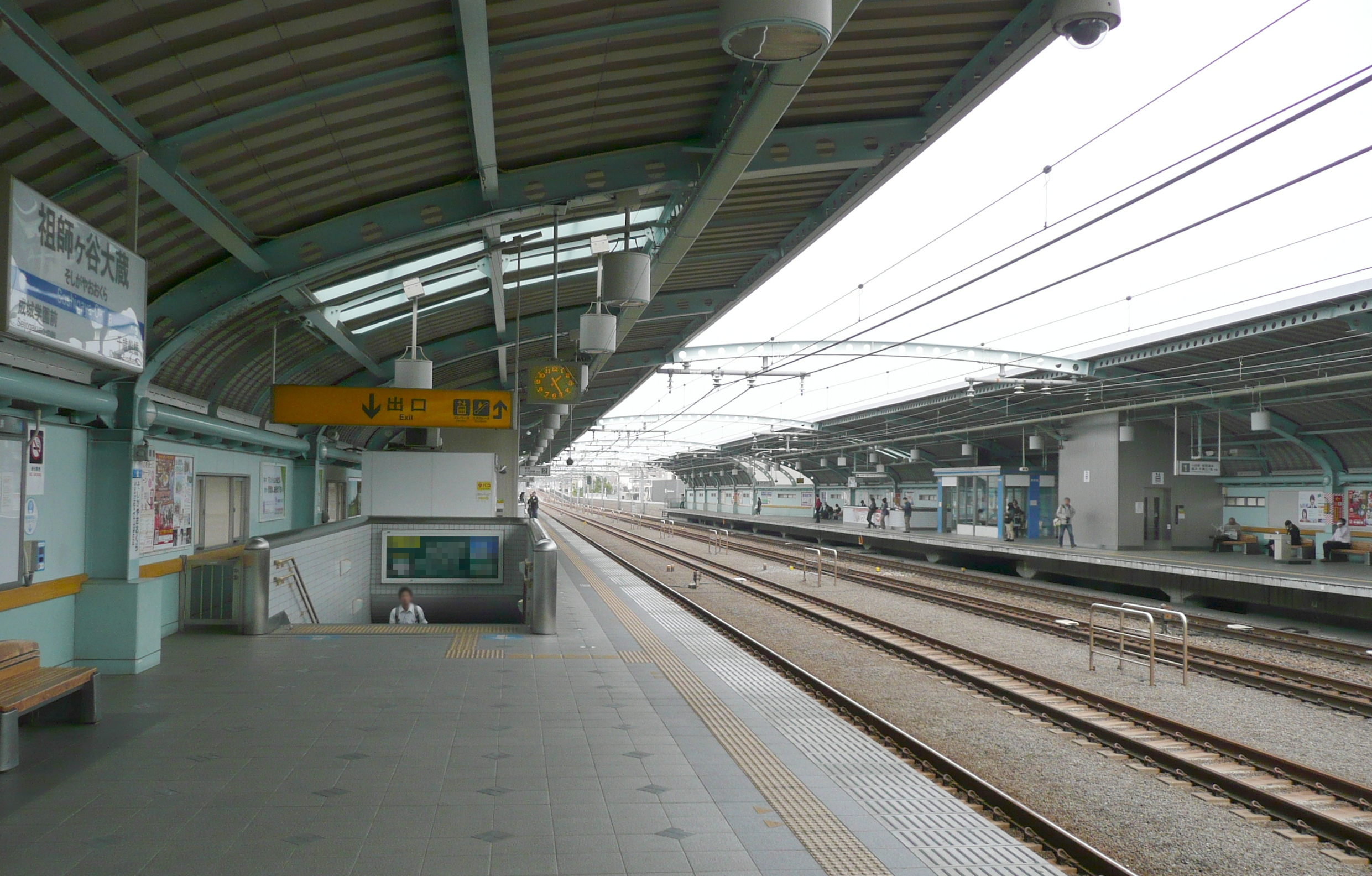
Plataforma da Estação Soshigaya-Okura em 2011
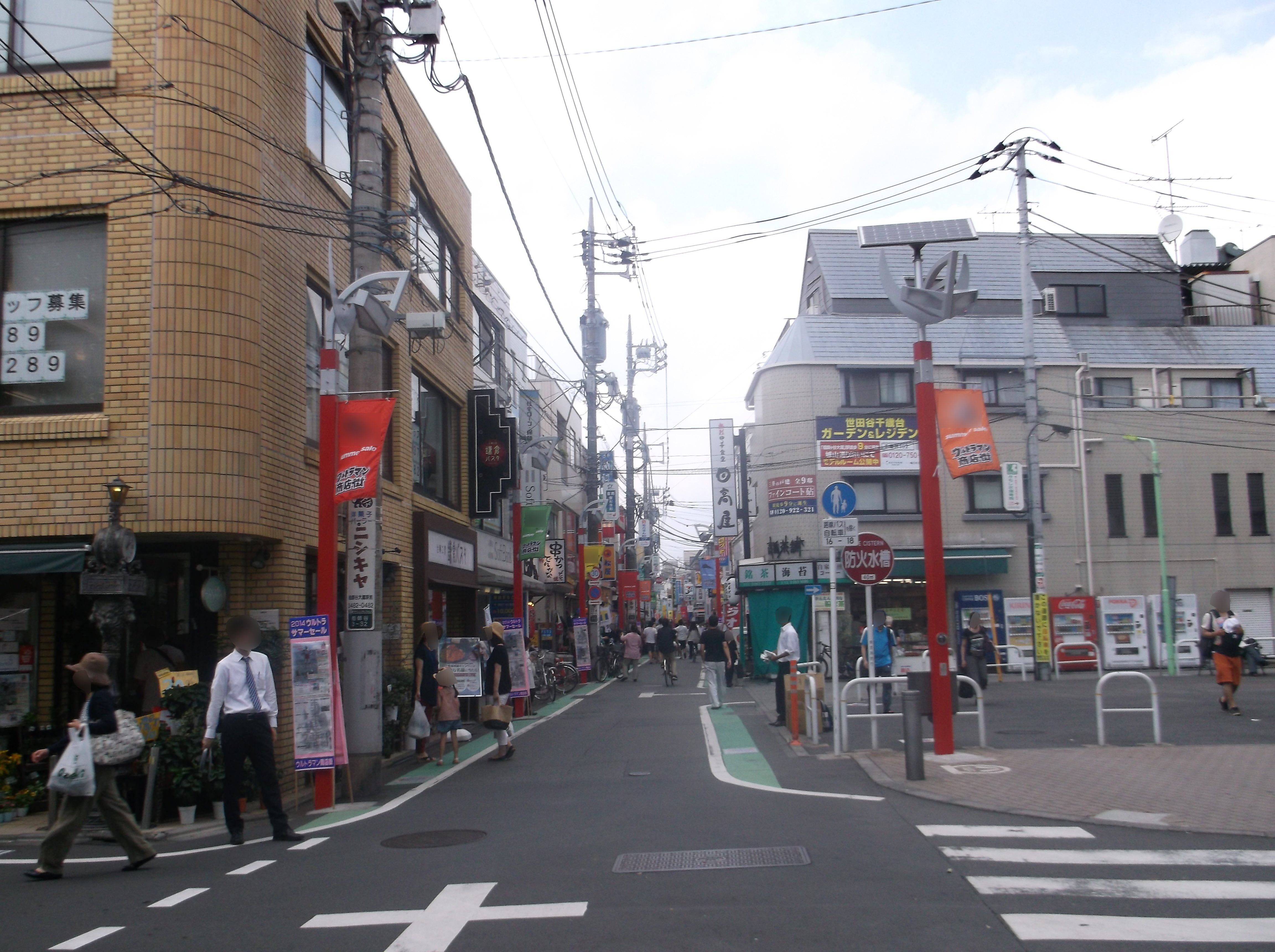
Ultraman Shopping Street, na região da Estação Soshigaya-Okura.